# تي-90
تي-90 (بالروسية: T-90) هي دبابة قتال رئيسية روسية الصنع من الجيل الثالث دخلت الخدمة عام 1993 وقد استمد تصميم الدبابة من الدبابة السوفيتية تي-72. يبلغ وزن الدبابة 46.5 طن وهي مزودة بمدفع عيار 125 مم ومحرك ديزل ذو 12 إسطوانة بقوة 1,100 حصان (بالنسبة للمحرك V-96 اختياري)

## التطوير
بعد تفكك الاتحاد السوفيتي ورثت روسيا مصنعين لإنتاج دبابات القتال الرئيسية الأول لدبابات تي-80 ويقع في مدينة أومسك والثاني لدبابات تي-72 ويقع في نيجني تاجيل. وبحلول عام 1992 أعلنت وزارة الدفاع الروسية أنها غير قادرة على تحمل تكاليف صناعة نوعين من دبابات القتال الرئيسية على نحو متواز. وكان المصنعان يشكلان أهمية اقتصادية لمدينتيهما وقد أعطت الحكومة الروسية عقود صغيرة للمصنعين حيث منح مصنع أومسك عقدا لبناء 5 دبابات تي-80 ومنح مصنع أورالفاغونزافود في نيجني تاجيل عقدا لبناء 15 دبابة تي-72.
قام مصنع أورالفاغونزافود بتطوير نموذج جديد للدبابة تي-72 بي أملا بالحصول على عقود تصدير وأن تصبح الدبابة الوحيدة للجيش الروسي وقد أطلق على النموذج الجديد اسم «تي-72 بي يو» إلا أن الانطباع السيئ الذي أظهرته وكالات الأنباء العالمية عن دبابات تي-72 للجيش العراقي خلال حرب الخليج الثانية جعل المصنع يغير الاسم إلى «تي-90». وفي عام 1996 اتخذت وزارة الدفاع الروسية قرارها باعتماد دبابة وحيدة للجيش الروسي وقد وقع الاختيار على النموذج «تي-90».

## التصميم

### التسليح
أسلحتها: مدفع عيار 125: مم، ورشاش مزدوج عيار 7.62 مم، ورشاش م/ط عيار 12.7 مم

### الحركة
سرعة الدبابة 70 كم في الساعة
السرعة على سطح الماء 10 كم في الساعة
احتياط الحركة 500 – 650 كم

## المشغلون

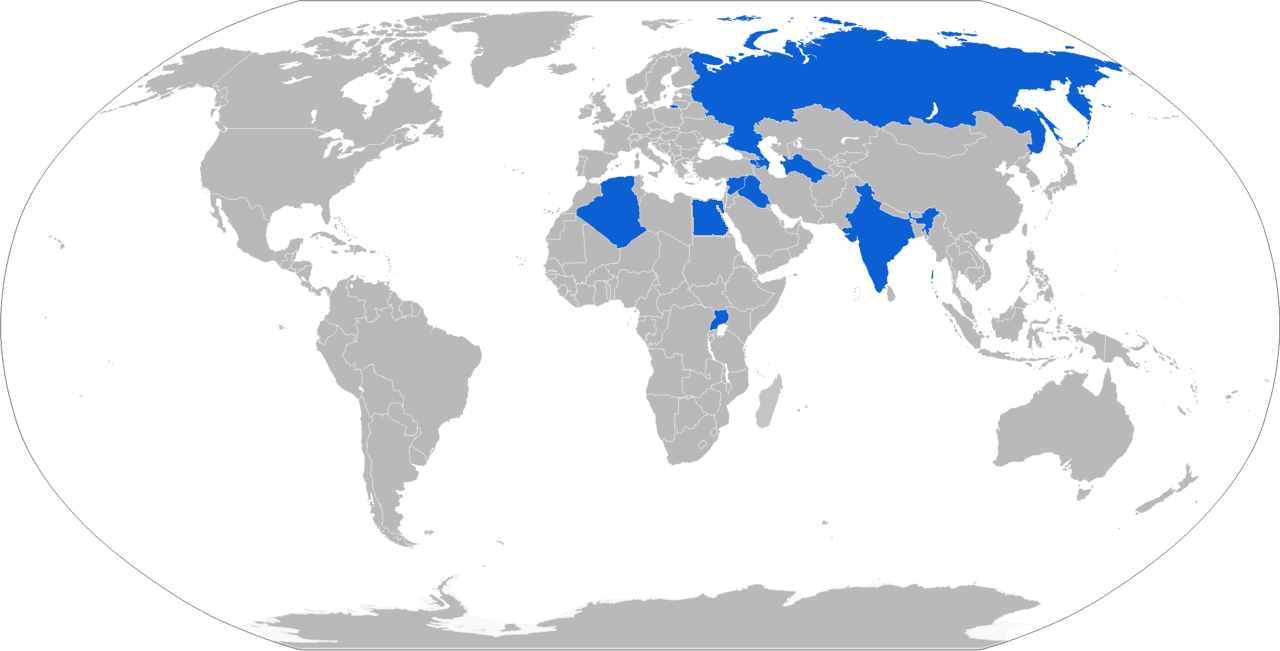
مشغلو ال تي-90 بالازرق

- الجزائر: 572 دبابة، مع توقيع عقد لتجميع عدد 200 دبابة منهم محلياً بالجزائر.[2]
- مصر: تعاقدت مصر على عدد من 400 إلى 500 دبابة تي-90 من الفئتين S و SK وحصلت على رخصة لتجميع هذه الدبابة محلياً.[3]
- العراق: 420 دبابة دخلت الخدمة عام 2018.
- سوريا: عدد غير معروف ولديها النسخة الخاصة بالجيش الروسي.
- روسيا: تمتلك القوات الروسية قرابة الـ1500 دبابة تي-90 عام 2015.
- الهند تقوم حاليا بتشغيل ما يصل إلى 1620 تي-90 التي تم شراؤها في ثلاثة مراحل منفصلة.
- أوغندا:31 في سنة 2011.
- تركمانستان: قدمت تركمانستان طلبا لشراء 10 دبابات تي-90 من الفئة S عام 2009 بمبلغ إجمالي يصل إلى 30 مليون دولار.